# أورخز بن ألوغ طرخان
أورخز بن ألوغ طرخان كان قائدًا عسكريًّا تركيًّا في الخلافة العباسية، وواليًا على طرسوس والأراضي الحدودية مع الإمبراطورية البيزنطية في قيليقية (الثغور الشامية) في الفترة 873 - نيسان 878.

## حياته
أورخز من أصل تركي، كما هو واضح من اسم عائلته، تم تعيين أورخوز واليًا للأراضي الحدودية بمقره في طرسوس في عام 260 هـ (تشرين الأول 873 - تشرين الأول 874). يروي ابن سعيد أنه أساء التعامل مع السكان المحليين. بالإضافة إلى ذلك، أهمل رعاية وصيانة حصن لولوة الحدودي المهم ضد البيزنطيين، مما تسبب في تهديد حامية لولوة بتسليمها إلى البيزنطيين. وبناءً على ذلك، جمع التارسيون 5000 دينار ذهبي للحامية، لكن أورخوز اختلس الأموال بالتظاهر بتسليمها شخصيًّا إلى لولوة. نتيجةً لذلك، تم تسليم لولون بالكامل إلى الإمبراطور البيزنطي باسل الأول المقدوني (حوالي 876).
نتيجةً لذلك، تم فصل أورخوز من منصب الوالي، وتم إرساله إلى قلعة حدودية بالقرب من أضنة. لكن في أواخر كانون الأول عام 878، غزا الجيش البيزنطي المنطقة، وكان قوامه 30 ألف جندي بحسب الطبري. وتم أسر أورخوز و400 من رجاله، بينما سقط 1400 مسلم في المعركة. رحل البيزنطيون بعد أربعة أيام، في 2 كانون الثاني 879. خَلَف منصب الوالي عبد الله بن راشد بن كيوس، وفي هذه الأثناء قبض البيزنطيون على أورخز.